# Episodi di Squadra emergenza (serie televisiva 1999) (sesta stagione)
La sesta e ultima stagione della serie televisiva Squadra emergenza, composta da 22 episodi, è stata trasmessa negli Stati Uniti dal canale NBC dal 17 settembre 2004 al 6 maggio 2005.
In Italia la stagione è stata trasmessa da Iris dal 29 agosto 2008 al 5 giugno 2009.
| nº | Titolo originale         | Titolo italiano            | Prima TV USA      | Prima TV Italia   |
| -- | ------------------------ | -------------------------- | ----------------- | ----------------- |
| 1  | More Monsters            | La vendetta                | 17 settembre 2004 | 29 agosto 2008    |
| 2  | Alone Again, Naturally   | Guardati le spalle         | 24 settembre 2004 | 30 agosto 2008    |
| 3  | Last Will and Testament  | Ultime volontà             | 1º ottobre 2004   | 2 settembre 2008  |
| 4  | Obsession                | Ossessione                 | 15 ottobre 2004   | 2 settembre 2008  |
| 5  | The Hunter, Hunted       | Per il tenente Miller      | 22 ottobre 2004   | 3 settembre 2008  |
| 6  | The Greatest Detectives  | Il tranello                | 29 ottobre 2004   | 4 settembre 2008  |
| 7  | Leap of Faith            | La confessione             | 5 novembre 2004   | 14 maggio 2009    |
| 8  | Broken                   | Voglio la verità           | 12 novembre 2004  | 5 settembre 2008  |
| 9  | Sins of the Father       | Le colpe del padre         | 19 novembre 2004  | 5 settembre 2008  |
| 10 | Rat Bastard              | Scheggia impazzita         | 3 dicembre 2004   | 6 settembre 2008  |
| 11 | Forever Blue             | Per amore di giustizia     | 7 gennaio 2005    | 9 settembre 2008  |
| 12 | The 'L' Word             | Sotto attacco terroristico | 14 gennaio 2005   | 9 settembre 2008  |
| 13 | The Other 'L' Word       | Contaminazione             | 21 gennaio 2005   | 10 settembre 2008 |
| 14 | The Kitchen Sink         | Rapimento                  | 4 febbraio 2005   | 10 settembre 2008 |
| 15 | Revelations              | Rivelazioni                | 11 febbraio 2005  | 11 settembre 2008 |
| 16 | In the Family Way        | Virus orientale            | 18 febbraio 2005  | 12 settembre 2008 |
| 17 | Kingpin Rising           | Cambio al vertice          | 25 febbraio 2005  | 13 settembre 2008 |
| 18 | Too Little, Too Late     | Incidente fatale           | 8 aprile 2005     | 30 maggio 2009    |
| 19 | Welcome Home             | Fidanzamento ufficiale     | 15 aprile 2005    | 2 giugno 2009     |
| 20 | How Do You Spell Belief? | Una strana chiesa          | 22 aprile 2005    | 3 giugno 2009     |
| 21 | End of Tour              | Omicidio in diretta        | 29 aprile 2005    | 4 giugno 2009     |
| 22 | Goodbye to Camelot       | Cala il sipario            | 6 maggio 2005     | 5 giugno 2009     |